# Neuquensaurus
Neuquensaurus là một chi khủng long, được J. E. Powell mô tả khoa học năm 1992.